# Javorinka (přírodní rezervace)
Javorinka je přírodní rezervace v katastrálním území obce Zázrivá v okrese Dolný Kubín v Žilinském kraji na Slovensku. Území bylo vyhlášeno v roce 1993 a jeho rozloha je 35,52 ha. Předmětem ochrany je fragment jedlových bučin v Kysucké vrchovině.